# Renato Sannio
Renato Sannio (Lucca, 20 luglio 1981) è uno sceneggiatore italiano.

## Biografia
Approda al cinema dopo una lunga esperienza come autore teatrale e televisivo, scrivendo due stagioni di “Camera cafè” (Italia 1) e lavorando come ideatore, sceneggiatore ed executive producer per diverse sit-com targate Disney, girate in lingua inglese e vendute in più di 20 paesi (“As the bell rings”, “Life bites”, “Game on”, “The avatars”).
Nel 2016 il film “Che vuoi che sia”, per la regia di Edoardo Leo, è candidato come miglior soggetto ai Nastri D’argento, che firma insieme allo stesso regista e ad Alessandro Aronadio.
Nel 2018 riceve una seconda candidatura ai Nastri D'argento per il soggetto del film “Io c’è” di Alessandro Aronadio.
Nel 2021 la prima stagione di “Christian”, di cui firma le sceneggiature di tre dei sei episodi, è candidata ai Nastri D’argento come miglior serie.
Nel 2024 “Il Clandestino”, di cui è anche ideatore, vince un premio ai Nastri D’Argento Grandi Serie.

## Filmografia

### Cinema
- Che vuoi che sia, regia di Edoardo Leo (2016)
- Classe Z, regia di Guido Chiesa (2017)
- I peggiori, regia di Vincenzo Alfieri (2017)
- Io c'è, regia di Alessandro Aronadio (2018)
- Gli uomini d'oro, regia di Vincenzo Alfieri (2019)
- Una notte da dottore, regia di Guido Chiesa (2021)
- C'era una volta il crimine, regia di Massimiliano Bruno (2022)
- Era ora, regia di Alessandro Aronadio (2022)

### Televisione
- Quelli dell'intervallo, Disney Channel, (2006)
- As the bell rings, Disney Channel (2007-2009)
- Life Bites, Italia 1 e Disney Channel (2007-2013)
- Camera Café, Italia 1 (2007-2011)
- eBand, regia di Yuri Rossi (2011)
- Game On, regia di Jaime Velez Soto (2012)
- The Avatars, regia di Luis Santamaría (2013)
- Ritorno al crimine - Film Tv, regia di Massimiliano Bruno (2021)
- Christian - serie Sky, 3 episodi (2022)
- il clandestino - rai 1, 12 episodi (2024)